# Nayemont-les-Fosses
Nayemont-les-Fosses település Franciaországban, Vosges megyében. Lakosainak száma 776 fő (2022. január 1.). Nayemont-les-Fosses Sainte-Marguerite, Ban-de-Sapt, Frapelle, Neuvillers-sur-Fave, Pair-et-Grandrupt, La Petite-Fosse és Saint-Dié-des-Vosges községekkel határos.

## Népesség
A település népességének változása:
| Lakosok száma | 857  | 829  | 854  | 798  | 791  | 780  | 773  | 774  | 776  |
|               | 2013 | 2015 | 2016 | 2017 | 2018 | 2019 | 2020 | 2021 | 2022 |